# Tau en exposant
Cette page contient des caractères spéciaux ou non latins. S’ils s’affichent mal (▯, ?, etc.), consultez la page d’aide Unicode.
τ, appelée tau en exposant, tau supérieur ou lettre modificative tau en exposant, est un symbole de certaines variantes la transcription phonétique Teuthonista. Il est formé de la lettre tau ‹ τ › mise en exposant.

## Utilisation
Le tau en exposant est utilisé dans la variante de la transcription Teuthonista utilisée dans le Lexikalisches Informationssystem Österreich, par exemple dans |ƒāeκEτl̥ (la transcription de Veilchen tel qu’enregistré à  Bad Aussee ).

## Représentations informatiques
La lettre modificative tau en exposant n’a pas été codé de manière standardisée et n’a pas de caractère Unicode.

## Sources
- (de) Universität Wien, Zentrum für Tanslationswissenschaft & Österreichische Akademie der Wissenschaften (ÖAW), « Das Lautschriftsystem », sur LIÖ – Lexikalisches Informationssystem Österreich